# تويونو
تويونو  هي بلدة في اليابان، تقع في أوساكا، بلغ عدد سكانها 19,135  نسمة وذلك حسب إحصائيات سنة 2017، تبلغ مساحتها 34.34 كيلومتر مربع.

## الموقع
تشترك في الحدود مع:
- كاميوكا.